# Ludger Beerbaum
Ludger Beerbaum (Detmold, 26 de agosto de 1963) es un jinete alemán que compitió en la modalidad de salto ecuestre. Es uno de los jinetes alemanes más laureados: cuatro veces campeón olímpico, dos veces campeón mundial y seis veces campeón europeo. Tiene un hermano menor, Markus, que compitió en el mismo deporte.
Participó en siete Juegos Olímpicos de Verano, entre los años 1988 y 2016, obteniendo en total cinco medallas: oro en Seúl 1988, en la prueba por equipos (junto con Wolfgang Brinkmann, Dirk Hafemeister y Franke Sloothaak); oro en Barcelona 1992, en la prueba individual; oro en Atlanta 1996, por equipos (con Franke Sloothaak, Lars Nieberg y Ulrich Kirchhoff); oro en Sídney 2000, por equipos (con Lars Nieberg, Marcus Ehning y Otto Becker), y bronce en Río de Janeiro 2016, por equipos (junto con Christian Ahlmann, Meredith Michaels-Beerbaum y Daniel Deußer).
Ganó cuatro medallas en el Campeonato Mundial de Saltos Ecuestres entre los años 1990 y 2006, y doce medallas en el Campeonato Europeo de Saltos Ecuestres entre los años 1997 y 2015.

## Trayectoria deportiva
Nació en Detmold (Renania del Norte-Westfalia), pero reside en la localidad de Riesenbeck. Comenzó a competir a nivel internacional en 1985.
En su primera participación olímpica, Seúl 1988, consiguió la medalla de oro por equipos. En las tres siguientes ediciones volvió a ganar el oro: en Barcelona 1992 en la prueba individual montando a Classic Touch, en Atlanta 1996 por equipos con el caballo Ratina Z y en Sídney 2000 por equipos montando a Goldfever. En Atenas 2004 formó parte del equipo alemán que venció en la prueba por equipos. Pero, posteriormente fue descalificado al detectársele a su caballo, Goldfever, una sustancia prohibida, y su contribución al resultado final fue eliminada, pasando el equipo de la primera a la tercera posición.
En los Juegos Ecuestres Mundiales obtuvo la medalla de oro por equipos en dos ocasiones, 1994 y 1998. Además, ganó seis medallas de oro en el Campeonato Europeo de Saltos Ecuestres.
Se retiró de la competición después de los Juegos Olímpicos de Río de Janeiro 2016, en los que logró su quinta medalla olímpica, bronce por equipos. Desde entonces, se ha dedicado a entrenar jinetes de diferentes países en su establo de Riesenbeck.

## Palmarés internacional
| Representando a la RFA   |                           |                   |             |
| Juegos Olímpicos         |                           |                   |             |
| Año                      | Lugar                     | Medalla           | Categoría   |
| 1988                     | Seúl (Corea del Sur)      | Medalla de oro    | Por equipos |
| Campeonato Mundial       |                           |                   |             |
| Año                      | Lugar                     | Medalla           | Categoría   |
| 1990                     | Estocolmo (Suecia)        | Medalla de plata  | Por equipos |
| Representando a Alemania |                           |                   |             |
| Juegos Olímpicos         |                           |                   |             |
| Año                      | Lugar                     | Medalla           | Categoría   |
| 1992                     | Barcelona (España)        | Medalla de oro    | Individual  |
| 1996                     | Atlanta (Estados Unidos)  | Medalla de oro    | Por equipos |
| 2000                     | Sídney (Australia)        | Medalla de oro    | Por equipos |
| 2004                     | Atenas (Grecia)           | DSC               | Por equipos |
| 2016                     | Río de Janeiro (Brasil)   | Medalla de bronce | Por equipos |
| Campeonato Mundial       |                           |                   |             |
| Año                      | Lugar                     | Medalla           | Categoría   |
| 1994                     | La Haya (Países Bajos)    | Medalla de oro    | Por equipos |
| 1998                     | Roma (Italia)             | Medalla de oro    | Por equipos |
| 2006                     | Aquisgrán (Alemania)      | Medalla de bronce | Por equipos |
| Campeonato Europeo       |                           |                   |             |
| Año                      | Lugar                     | Medalla           | Categoría   |
| 1997                     | Mannheim (Alemania)       | Medalla de oro    | Individual  |
| 1997                     | Mannheim (Alemania)       | Medalla de oro    | Por equipos |
| 1999                     | Hickstead (Reino Unido)   | Medalla de oro    | Por equipos |
| 2001                     | Arnhem (Países Bajos)     | Medalla de oro    | Individual  |
| 2001                     | Arnhem (Países Bajos)     | Medalla de bronce | Por equipos |
| 2003                     | Donaueschingen (Alemania) | Medalla de oro    | Por equipos |
| 2003                     | Donaueschingen (Alemania) | Medalla de plata  | Individual  |
| 2007                     | Mannheim (Alemania)       | Medalla de plata  | Por equipos |
| 2007                     | Mannheim (Alemania)       | Medalla de bronce | Individual  |
| 2011                     | Madrid (España)           | Medalla de oro    | Por equipos |
| 2013                     | Herning (Dinamarca)       | Medalla de plata  | Por equipos |
| 2015                     | Aquisgrán (Alemania)      | Medalla de plata  | Por equipos |